# Municipio de Pleasant (condado de Johnson)
El municipio de Pleasant (en inglés: Pleasant Township) es un municipio ubicado en el condado de Johnson en el estado estadounidense de Indiana. En el año 2010 tenía una población de 52957 habitantes y una densidad poblacional de 579,41 personas por km².

## Geografía
El municipio de Pleasant se encuentra ubicado en las coordenadas 39°34′58″N 86°5′42″O / 39.58278, -86.09500. Según la Oficina del Censo de los Estados Unidos, el municipio tiene una superficie total de 91.4 km², de la cual 91.35 km² corresponden a tierra firme y (0.05%) 0.04 km² es agua.

## Demografía
Según el censo de 2010, había 52957 personas residiendo en el municipio de Pleasant. La densidad de población era de 579,41 hab./km². De los 52957 habitantes, el municipio de Pleasant estaba compuesto por el 91.53% blancos, el 1.47% eran afroamericanos, el 0.27% eran amerindios, el 2.88% eran asiáticos, el 0.05% eran isleños del Pacífico, el 1.86% eran de otras razas y el 1.93% pertenecían a dos o más razas. Del total de la población el 4.51% eran hispanos o latinos de cualquier raza.